# مراد بز
مورات بوز (به زبان ترکی استانبولی: Murat Boz؛ زادهٔ ۷ مارس ۱۹۸۰) خواننده پاپ و هنرپیشه اهل ترکیه است. وی در شهر کارادنیز ارغلی در کرانهٔ دریای سیاه به دنیا آمد. او هم‌اکنون در استانبول زندگی می‌کند. او داور مسابقه اوسس ترکیه است.

## زندگی‌نامه

### دوران اولیه زندگی
مراد بز یکی از خوش‌تیپ‌ترین خواننده‌های ترکیه هست که بسیار خوش صدا است.
مراد بز، تحصیلات ابتدایی و راهنمایی خود را در شهر کارادنیز ارغلی به پایان رساند. وی در خلال سال‌های ۱۹۹۵ و ۱۹۹۶ برای ادامه تحصیل در یک هنرستان به استانبول رفت. در همان زمان به عنوان یک خواننده مبتدی در استودیوهای مختلف به کار پرداخت. او در سال ۱۹۹۸ در سن ۱۸ سالگی در یک مسابقه ملی که توسط روزنامه ملیت برگزار شده بود، به عنوان بهترین خواننده مرد تک‌خوان برنده شد. وی در سال ۱۹۹۹ موفق به دریافت بورسیه از دانشگاه بیلگی استانبول شد و در رشته موسیقی جاز به تحصیل پرداخت. وی تا سال ۲۰۰۳ در آن دانشگاه مشغول به تحصیل بود و پس از آن وارد دانشگاه صنعتی استانبول شد. وی دوست صمیمی بوراک اوزچویت بازیگر معروف ترک است.

## حرفه

### موسیقی
مراد بز،  در سال ۲۰۰۴ با شرکت در کلیپی از نیل کاراابراهیم‌گیل پا به عرصه هنر گذاشت. یک سال بعد او در آهنگ یالان (دروغ) گروه هپسی به عنوان خواننده شرکت کرد تا اینکه در سال ۲۰۰۶ نخستین تک‌آهنگ خود بنام عشق را پیدا نمی‌کنم را به بازار عرضه کرد. لازم به‌ذکر است تارکان خواننده معروف ترکیه ای کمک بسزایی در خواننده شدن او داشت. داور مسابقات استعداد یابی خوانندگی ترکیه نیز هست، در ایران خیلی طرفدار دارد. پر انرژی و فان است

## آلبوم‌ها

### آلبوم‌های استادیویی
- ۲۰۰۷: Maximum
- ۲۰۰۹: Şans
- ۲۰۱۱: Aşklarim Büyük Benden
- ۲۰۱۶: Janti

### تدوین
- ۲۰۱۲: Dance Mix

### تک‌آهنگ‌های ماکسی
- ۲۰۰۶: Aşkı Bulamam Ben
- ۲۰۰۸: Uçurum
- ۲۰۱۰: 'Hayat Sana Güzel
- ۲۰۱۳: Vazgeçmem
- kalben :۲۰۲۰

Aşkı Bulamam Ben
Hayat Sana Güzel
دانلود'Hayat Sana Güzel
Aşkı Bulamam Ben
Sevgilim 2021

## فیلم‌شناسی
| سال  | عنوان               | نقش   | یادداشت  |
| ---- | ------------------- | ----- | -------- |
| ۲۰۱۳ | ' hadiinşalla       | پکمز  | نقش اصلی |
| ۲۰۱۶ | kardeşim benim      | اوزان | نقش اصلی |
| ۲۰۱۶ | dönesesenindir      | مهمت  | نقش اصلی |
| ۲۰۱۷ | kardeşim benim 2    | اوزان | نقش اصلی |
| ۲۰۱۹ | oldur beni sevgilim | اوکان | نقش اصلی |

2022  درخت زیتون    نقش اصلی : توپراک
2023 تو خوابت ببینی  نقش اصلی: انگین